# Nagari Paninjauan (Tanjung Raya)
Nagari Paninjauan is een bestuurslaag in het regentschap Agam van de provincie West-Sumatra, Indonesië. Nagari Paninjauan telt 1745 inwoners (volkstelling 2010).